# Cantó d'Estrasburg-10
El cantó d'Estrasburg-10 (alsacià Kanton Stroosburi-10) és un antiga divisió administrativa francesa que estava situada al departament del Baix Rin i a la regió del Gran Est. Comprenia part del barri de Neuhof i el del Port del Rin.